# Diplacina lisa
Diplacina lisa – gatunek ważki z rodziny ważkowatych (Libellulidae).